# Plaucheville
Plaucheville é uma vila localizada no estado americano de Luisiana, na Paróquia de Avoyelles.

## Demografia
Segundo o censo americano de 2000, a sua população era de 281 habitantes.
Em 2006, foi estimada uma população de 282, um aumento de 1 (0.4%).

## Geografia
De acordo com o United States Census Bureau tem uma área de
4,1 km², dos quais 4,1 km² cobertos por terra e 0,0 km² cobertos por água. Plaucheville localiza-se a aproximadamente 12 m acima do nível do mar.

## Localidades na vizinhança
O diagrama seguinte representa as localidades num raio de 20 km ao redor de Plaucheville.